# 莱奥本矿业大学
莱奥本矿业大学（德文：Montanuniversität Leoben；英文：University of Leoben) 是奥地利的采矿、冶金和材料大学，成立于1840年11月4日，当时称作施蒂利亚州常设矿业学校（Steiermärkisch-Ständische Montanlehranstalt），位于奥地利的矿产区、施蒂利亚州的福尔登贝格。
1849年，彼得·特纳（Peter Tunner）将大学搬到了福尔登贝格附近的莱奥本。莱奥本矿业大学是TU Austria的成员，该协会由三所奥地利工科大学组成。